# Пертский замок
Пертский замок (англ. Perth Castle) ― ныне не существующее фортификационное сооружение в городе Перт, Шотландия.
Точная дата его первого основания неизвестна. Первые документальные упоминания о нём относятся к IX веку, когда он был атакован датчанами.
В XII веке на месте старого замка был построен новый, относящийся к типу мотт и бейли. Этот замок некогда был резиденцией шотландского короля. В 1160 году король Шотландии Малькольм IV был осаждён в нём Ферчаром, эрлом Стратерна, и пятью другими эрлами. В 1290 году мотт ― насыпной курган замка ― был сильно размыт из-за наводнения, что потребовало его восстановления. В 1296 году крепость была сдана англичанам. Впоследствии она перешла назад к шотландскому контролю, но король Англии Эдуард I захватывал его ещё несколько раз: в 1298, 1300 и 1303 годах. Осажденный в 1306 и 1309 годами шотландскими войсками, он каждый раз выдерживал осаду. В 1309 году он пал перед натиском шотландцев, а затем, в 1311 году, снова был отбит англичанами. Наконец он снова перешёл в руки шотландцев, взятый королём Робертом I 8 января 1313 года. На сегодняшний день от замка остался лишь один фундамент.